# Total League
Total League – liga koszykarska w Luksemburgu, funkcjonująca we wcześniejszych latach pod nazwą Diekirch League, reprezentująca najwyższą klasę rozgrywkową z tym kraju.

## Historia
Ligowe rozgrywki są organizowane przez Luksemburską Federację Koszykówki (Luxembourgian Basketball Federation – FLBB)
FLBB podpisała trzyletnią umowę z francuską kompanią paliwową Total w czerwcu 2012 roku. Od tej pory firma jest sponsorem strategicznym ligi. Poprzednim sponsorem głównym była firma Diekirch, zajmująca się produkcja alkoholu.
Jest to półprofesjonalna liga. Większość lokalnych zawodników nie otrzymuje żadnych pieniędzy za grę, wyjątkiem są gracze zagraniczni, głównie amerykańscy. Ponadto kluby są zarejestrowane, jako nieprzynoszące dochodu.
Zawodnicy mogą posiadać jeden z dwóch statusów,  JICL (francuski akronim określający zawodnika zarejestrowanego w luksemburskim klubie) i non-JICL. W pierwszym przypadku zawodnik musi posiadać licencję od FLBB na występy w klubie, która może otrzymać przed ukończeniem 16 lat. Otrzymuje ja na co najmniej 3 lata (między 16., a 21. rokiem życia) lub zostaje zasymilowany ponadczasowo (przed 2012).
Licencja non-JICL była oficjalnie ograniczona do dwóch sztuk na jeden zespół przed zmianą przepisów w lipcu 2013 roku. Wtedy to Komisja Europejska uznała, iż jest ona niezgodna z porozumieniem z Schengen. W związku z powyższym przepis został usunięty i zastąpiony nowym porozumieniem, utrzymującym stałą liczbę licencji na poziomie dwóch na klub. Uwzględniono jednak możliwość pozyskania trzeciej licencji, jeśli zawodnik nie będzie występował przez cały sezon, a tylko jego część.

## Format rozgrywek
Każda z drużyn rozgrywa z pozostałymi po dwa spotkania w trakcie sezonu zasadniczego, jedno na własnym parkiecie, a drugie na wyjeździe. Sześć drużyn z najlepszym bilansem rozpoczyna zmagania o tytuł mistrzowski. W półfinałach cztery najlepsze zespoły rywalizują ze sobą do dwóch zwycięstw, podobnie jak w ścisłym finale.
W międzyczasie cztery drużyny z najgorszym bilansem dołączają do czterech najlepszych z dywizji II w rozgrywkach o pozostanie w lidze, awans lub spadek. Dwie najsłabsze drużyny z Total League są następnie relegowane do niższej klasy rozgrywkowej, natomiast dwie najlepsze z II dywizji awansują do najwyższej klasy rozgrywkowej.
Zespoły muszą utrzymywać frekwencję na meczach w wysokości co najmniej 150 widzów, od początku półfinałów play-off minimalna liczba wzrasta do 300.

## Zespoły

### Obecne
| Klub                  | Miasto           | Hala                              | Założony | Ostatni tytuł | Linki  | Linki  | Linki |
| --------------------- | ---------------- | --------------------------------- | -------- | ------------- | ------ | ------ | ----- |
| AB Contern            | Contern          | Hall sportif "Um Ewent"           | 1956     | 2009          | Zespół | FLBB   | FIBA  |
| Amicale Steinsel      | Steinsel         | Hall omnisports “Alain Marchetti” | 1947     | 1981          | Zespół | FLBB   | FIBA  |
| AS Soleuvre           | Soleuvre         | Centre sportif "Roger Krier"      | 1937     | 2002          | Zespół | FLBB   | FIBA  |
| Basket Esch           | Esch-sur-Alzette | Hall omnisport Esch-sur-Alzette   | 1959     | Nigdy         | Zespół | Zespół | FLBB  |
| Etzella Ettelbruck    | Ettelbruck       | Centre sportif du Deich           | 1934     | 2006          | Zespół | FLBB   | FIBA  |
| Musel Pikes           | Stadtbredimus    | Sporthal Stadbriedemes            | 2000     | Nigdy         | Zespół | Zespół | FLBB  |
| Résidence Walferdange | Walferdange      | Centre Prince Henri               | 1965     | 1997          | Zespół | FLBB   | FIBA  |
| Sparta Bertrange      | Bertrange        | Centre Atert                      | 1935     | 2012          | Zespół | FLBB   | FIBA  |
| T71 Dudelange         | Dudelange        | Salle Fos Grimler                 | 1971     | 2015          | Zespół | FLBB   | FIBA  |
| U.S. Hiefenech        | Heffingen        | Centre sportif Heffingen          | 1959     | 1996          | Zespół | FLBB   | FIBA  |

### Nieistniejące
| Klub               | Miasto      | Hala                         | Założony | Ostatni sezon | Ostatni tytuł | Linki  | Linki  | Linki |
| ------------------ | ----------- | ---------------------------- | -------- | ------------- | ------------- | ------ | ------ | ----- |
| Arantia Larochette | Larochette  | Hall sportif Centre Filano   | 1964     | 2015          | Nigdy         | Zespół | Zespół | FLBB  |
| Black Star Mersch  | Mersch      | Hall omnisports Mersch       | 1934     | 2015          | 1968          | Zespół | FLBB   | FIBA  |
| Nitia Bettembourg  | Bettembourg | Centre sportif Bettembourg   | 1932     | 2012          | 1953          | Zespół | Zespół | FLBB  |
| Racing Luksemburg  | Luksemburg  | Centre sportif Tramsschapp   | 1950     | 2010          | 2000          | Zespół | FLBB   | FIBA  |
| B.C. Mess          | Mondercange | Complexe sportif Mondercange | 1967     | 2007          | Nigdy         | Zespół | FLBB   | FIBA  |

## Mistrzowie
- 1933-34  Nitia Bettembourg
- 1934-35  Nitia Bettembourg
- 1935-36  Nitia Bettembourg
- 1936-37  Nitia Bettembourg
- 1937-38  Nitia Bettembourg
- 1938-39  Nitia Bettembourg
- 1939-40  Nitia Bettembourg
- 1940-44 nie rozgrywano
- 1944-45  Nitia Bettembourg
- 1945–46  Nitia Bettembourg
- 1946-47  Nitia Bettembourg
- 1947-48  Nitia Bettembourg
- 1948-49  Nitia Bettembourg
- 1949-50  Nitia Bettembourg
- 1950-51  Nitia Bettembourg
- 1951-52  Black Boys Kayl
- 1952-53  Nitia Bettembourg
- 1953-54  Nitia Bettembourg
- 1954-55  Etzella Ettelbruck
- 1955-56  Etzella Ettelbruck
- 1956-57  Etzella Ettelbruck
- 1957-58  Sparta Bertrange
- 1958-59  Rou'de Le'w Kayl
- 1959-60  Sparta Bertrange
- 1960-61  Etzella Ettelbruck
- 1961-62  Etzella Ettelbruck
- 1962-63  Etzella Ettelbruck
- 1963-64  Etzella Ettelbruck
- 1964-65  Etzella Ettelbruck
- 1965-66  Black Star Mersch
- 1966-67  Racing Luksemburg
- 1967-68  Black Star Mersch
- 1968-69  Sparta Bertrange
- 1969-70  Etzella Ettelbruck
- 1970-71  Amicale
- 1971-72  Etzella Ettelbruck
- 1972-73  Amicale
- 1973-74  Sparta Bertrange
- 1974-75  T71 Dudelange
- 1975–76  T71 Dudelange
- 1976-77  T71 Dudelange
- 1977-78  Amicale
- 1978-79  Sparta Bertrange
- 1979-80  Amicale
- 1980-81  Amicale
- 1981-82  T71 Dudelange
- 1982-83  T71 Dudelange
- 1983-84  T71 Dudelange
- 1984-85  T71 Dudelange
- 1985-86  Sparta Bertrange
- 1986-87  Sparta Bertrange
- 1987-88  Contern
- 1988-89  Hiefenech
- 1989-90  Hiefenech
- 1990-91  Hiefenech
- 1991-92  Etzella Ettelbruck
- 1992-93  Résidence
- 1993-94  Résidence
- 1994-95  Résidence
- 1995-96  Hiefenech
- 1996-97  Résidence
- 1997-98  Racing Luksemburg
- 1998-99  Etzella Ettelbruck
- 1999-00  Racing Luksemburg
- 2000-01  Contern
- 2001-02  Soleuvre
- 2002-03  Etzella Ettelbruck
- 2003-04  Contern
- 2004-05  Sparta Bertrange
- 2005-06  Etzella Ettelbruck
- 2006-07  Sparta Bertrange
- 2007-08  Sparta Bertrange
- 2008-09  Contern
- 2009-10  T71 Dudelange
- 2010-11  T71 Dudelange
- 2011-12  Sparta Bertrange
- 2012-13  T71 Dudelange
- 2013-14  T71 Dudelange
- 2014-15  T71 Dudelange

## Tytuły według klubu
| Tytuły | Klub               | Mistrzowskie lata |
| 16     | Nitia Bettembourg  | 1933-34, 1934-35, 1935-36, 1936-37, 1937-38, 1938-39, 1939-40, 1944-45, 1945–46, 1946-47, 1947-48, 1948-49, 1949-50, 1950-51, 1952-53, 1953-54 |
| 14     | Etzella Ettelbruck | 1954-55, 1955-56, 1956-57, 1960-61, 1961-62, 1962-63, 1963-64, 1964-65, 1969-70, 1971-72, 1991-92, 1998-99, 2002-03, 2005-06                   |
| 12     | T71 Dudelange      | 1974-75, 1975–76, 1976-77, 1981-82, 1982-83, 1983-84, 1984-85, 2009-10, 2010-11, 2012-13, 2013-14, 2014-15                                     |
| 11     | Sparta Bertrange   | 1957-58, 1959-60, 1968-69, 1973-74, 1978-79, 1985-86, 1986-87, 2004-05, 2006-07, 2007-08, 2011-12                                              |
| 5      | Amicale            | 1970-71, 1972-73, 1977-78, 1979-80, 1980-81 |
| 4      | Contern            | 1987-88, 2000-01, 2003-04, 2008-09 |
| 4      | Hiefenech          | 1988-89, 1989-90, 1990-91, 1995-96 |
| 4      | Résidence          | 1992-93, 1993-94, 1994-95, 1996-97 |
| 3      | Racing Luksemburg  | 1966-67, 1997-98, 1999-00 |
| 2      | Black Star Mersch  | 1965-66, 1967-68 |
| 1      | Black Boys Kayl    | 1951-52 |
| 1      | Rou'de Le'w Kayl   | 1958-59 |
| 1      | Soleuvre           | 2001-02 |

## Ligowe zespoły w rozgrywkach europejskich
| Rozgrywki                                 | Zespół                    | Przeciwnik                                     | Runda            | Dom                     | Wyjazd                   | Aggregate           |
| ----------------------------------------- | ------------------------- | ---------------------------------------------- | ---------------- | ----------------------- | ------------------------ | ------------------- |
| Puchar Europy Mistrzów Krajowych 1958     | Etzella Ettelbruck        | Royal Anderlecht                               | Faza grupowa     | 43 – 82                 | 36 - 63                  | 79 - 145            |
| Europejski Puchar Zdobywców Pucharów 1974 | Sparta Bertrange          | Paisley BC Steaua București                    | II runda TOP 16  | 105 - 93 77 - 108       | 64 - 51 77 - 117         | 169 - 144 154 - 225 |
| Puchar Europy Mistrzów Krajowych 1978     | T71 Dudelange             | Bayer 04 Leverkusen Real Madryt GC Figueirense | Faza grupowa     | 78 – 85 63 - 94 96 - 87 | 71 - 97 60 - 118 65 - 69 | 3rd/4 teams         |
| Puchar Europy Mistrzów Krajowych 1979     | Amicale Steinsel          | Sporting Clube Emerson Varese                  | Faza grupowa     | 87 – 82 68 - 108        | 99 - 94 71 - 123         | 2nd/3 teams         |
| Puchar Europy Mistrzów Krajowych 1991     | U.S. Hiefenech (Telekurs) | BSG AdW Berlin FC Barcelona                    | I runda TOP 16   | 98 - 84 73 - 113        | 92 - 96 77 - 117         | 190 - 180 150 - 230 |
| Puchar Koracia 1994                       | U.S. Hiefenech (Telekurs) | Cardiff Bay Heat EnBW Ludwigsburg              | I runda II runda | 78 - 72 80 - 86         | 89 - 79 69 - 105         | 167 - 151 149 - 191 |